# Agadir (budowla)

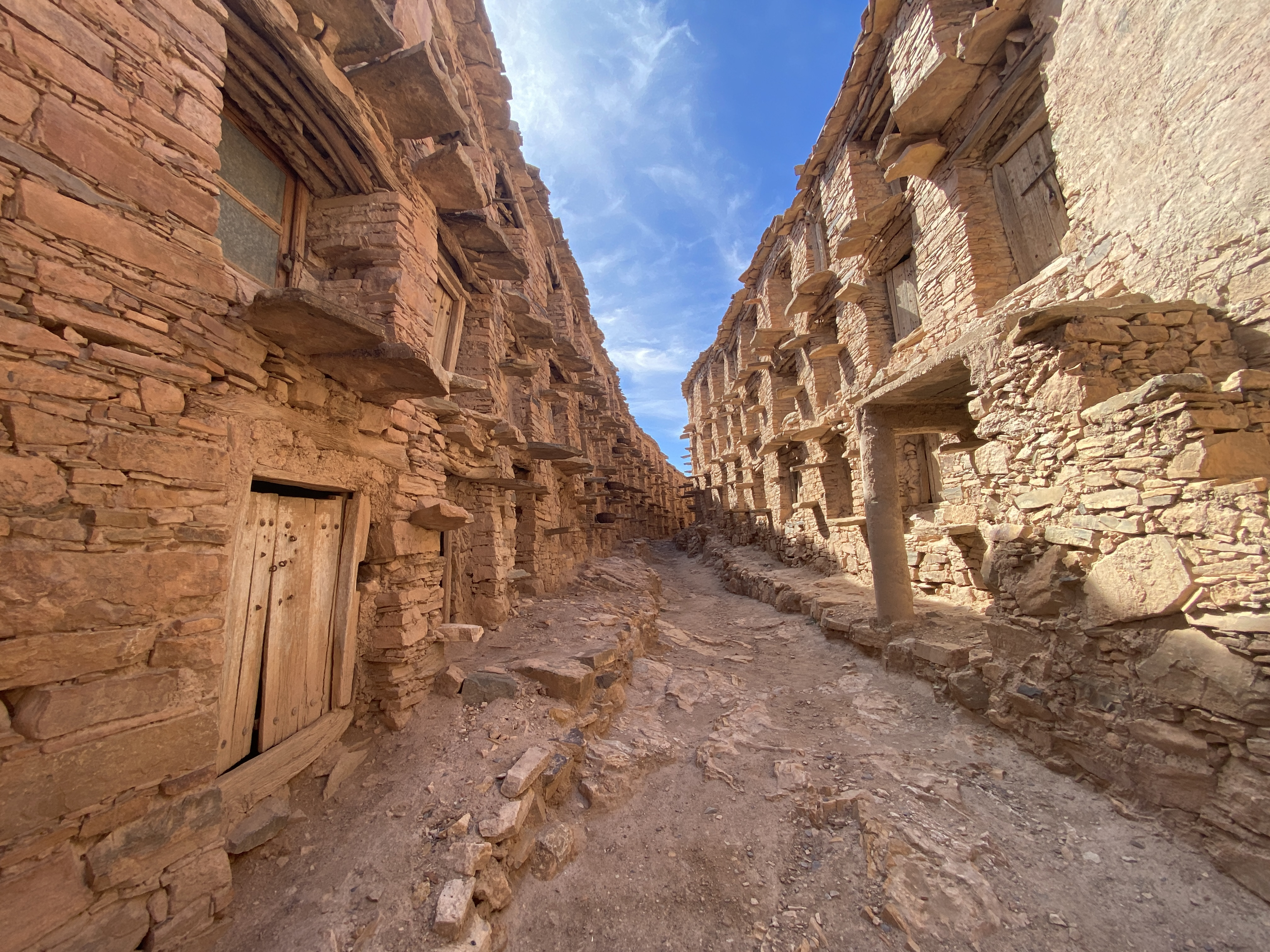
Agadir Inoumar w górach Antyatlas

Agadir (tamazight: ⴰⴳⴰⴷⵉⵔ) – ufortyfikowany spichlerz używany przez Berberów w Afryce Północnej. Służył do przechowywania zboża, arganu, miodu, daktyli, fig, oliwy, henny, a także wartościowych przedmiotów, w tym owczych skór i strojów świątecznych oraz dokumentów, a wcześniej także broni i amunicji. Oprócz funkcji gospodarczej, był także miejscem życia społecznego i duchowego wsi czy plemion, często znajdowały się tam również miejsca modlitwy i spotkań starszyzny, a w czasie wojen lub klęsk żywiołowych służył jako schronienie dla mieszkańców i ich zwierząt.

## Historia
Warowne spichlerze na terenie Maroka budowano już w X wieku. Najstarszy znany badaczom rejestr przedmiotów zdeponowanych w Agadirze to Agadir Oujarif spisany w 1492 roku.
Pod koniec XX wieku rola spichlerza jako wspólnotowego magazynu zanikała w wyniku zmian w rolnictwie i ekonomii. Migracja ludności do dużych miast doprowadziła do utraty spójności społeczności wiejskiej oraz do osłabienia tradycyjnego systemu zarządzania wspólnotowym spichlerzem. Nowe techniki magazynowe sprawiły, że potrzeba korzystania z Agadiru znacząco zmalała. Zmiany te spowodowały degradację, a w niektórych przypadkach nawet całkowite opuszczenie Agadirów.
By zapobiec całkowitemu zniszczeniu podejmowane są próby utrzymania Agadirów jako lokalnych atrakcji turystycznych lub jako spichlerzy do przechowywania nasion odmian tradycyjnych, promując jednocześnie edukację rolniczą.
W 2021 roku minister kultury Maroka Othman El Ferdaous rozpoczął procedurę wciągnięcia Igudar (liczba mnoga od Agadir) na listę światowego dziedzictwa UNESCO.

## Architektura
Kompleks zazwyczaj składał się z rozmieszczonych w rzędach budynków podzielonych na komórki magazynowe. Każda komórka należlała do konkretnego klanu lub rodziny i posiadała drzwi zazwyczaj wykonane z masywnego drewna oznaczone odpowiednimi insygniami. Całość otoczona była murami z kamienia, gliny i drewna, które chroniły przed działaniem czynników atmosferycznych oraz przed intruzami i najazdami.

## Występowanie
Agadiry występowały głównie w Maroku – zachodniej części Antyatlasu w okolicach miasta Agadir i Beni Mallal, w regionie Dara-Tafilalt, a także w Atlasie Wysokim. W samym Maroku odkryto około 550 spichlerzy typu Agadir. Na południu Tunezji do 2010 roku udokumentowano 92 takie budowle